# ادوین سواتک
ادوین سواتک (به انگلیسی: Edwin Swatek) (زادهٔ ۷ ژانویهٔ ۱۸۸۵) شناگر اهل ایالات متحده آمریکا است.